# Savennes (Creuse)
Savennes ist eine Gemeinde in Frankreich. Sie gehört zur Region Nouvelle-Aquitaine, zum Département Creuse, zum Arrondissement Guéret und zum Kanton Guéret-1. Sie grenzt im Nordwesten an Guéret, im Nordosten an Sainte-Feyre, im Osten an Peyrabout, im Süden an Sardent und im Westen an Saint-Christophe.

## Bevölkerungsentwicklung
| Jahr      | 1962 | 1968 | 1975 | 1982 | 1990 | 1999 | 2008 | 2013 |
| --------- | ---- | ---- | ---- | ---- | ---- | ---- | ---- | ---- |
| Einwohner | 177  | 151  | 103  | 176  | 225  | 212  | 218  | 219  |